# 익스프레스 (1952년 영화)
《익스프레스》(영어: The Narrow Margin)는 미국에서 제작된 리처드 플라이셔 감독의 1952년 누아르 영화이다. 찰스 맥그로 등이 출연하였고, 스탠리 루빈 등이 제작에 참여하였다.
1990년 리메이크 영화 《익스프레스》가 개봉하였다.

## 출연진
- 찰스 맥그로
- 마리 윈저
- 재클린 화이트
- 피터 버고
- 고든 게버트
- 퀴니 레너드
- 데이비드 클라크
- 돈 베도
- 폴 맥시
- 피터 브로코
- 돈 딜러웨이 (크레디트 미기재)